# وحيدة القرن الأخيرة
وحيدة القرن الأخيرة (بالإنجليزية: The Last Unicorn)‏ هي رواية فانتازيا من كتابة بيتر بيجل. تم نشرها عام 1968 من طرف Viking Press بالولايات المتحدة، ومن طرف The Bodley Head بالمملكة المتحدة. بيع أكثر من خمسة ملايين نسخة من الرواية منذ نشرها، وترجمت إلى عشرون لغة على الأقل. وفي سنة 2005 قام الكاتب بتسجيل كتاب مسموع كامل للرواية.

## حبكة الرواية
تحكي الرواية عن أحادية القرن آماثيا التي تدرك أنها الأخيرة من نوعها، لتقوم برحلة ملحمية للبحث عن باقي أفراد جنسها. فقط لتعرف أن هناك كائنا يسمى «الثور الأحمر» قد حبس كل الباقين من جنسها في نهاية العالم. وسط متاعب وعقبات ومساعدات من «مولي» وساحر يفتقر للكفاءة هو «شمندريك» والذي يحوِّلها دون قصد إلى امرأة جميلة وبذلك استطاعوا اكمال رحلتهم بأقل قدر من الأخطار والعيش في قصر الملك «هاغرد» والتعرف على ابنه بالتبني الأمير «لير». تستمر الأحداث وتكتشف آماثيا أن الملك يحجز بنات جنسها وتحاول النجاة منه ومواجهة الثور الأحمر وتخليص بني جنسها.

## الشخصيات
- اليونيكورن
- الفراشة
- المشعوذة مامي فورتونا
- شمندريك
- كابتن كالي
- مولي كرو
- الثور الأحمر
- الملك هاغرد
- الأمير لير